# Banc Agrari de Balears
El Banc Agrari de Balears va ser una entitat de crèdit fundada a Palma l'any 1912. El seu director gerent va ser Honorat Salom i Cabrer (Santa Ponça, 1869 - Palma, 1929). El seu objectiu era fer possible les operacions financeres dedicades a afavorir l'agricultura, així com crear i fomentar els sindicats agrícoles i les caixes rurals. El banc estava federat amb el Sindicat Agrícola de Mallorca.
La greu crisi econòmica mundial iniciada el 1929 afectà greument l'activitat del banc i en provocà la fallida. Malgrat tot, se'n recuperà i el 1948 augmentà el seu capital social. El 1953 canvià la seva denominació a la d'Agrobalear SA i, a causa de la seva precària situació va ser absorbit el mateix any pel Banc de Santander.